# Pomnik Jana Matejki w Krakowie
Pomnik Jana Matejki – pomnik w Krakowie na Plantach przy ul. Basztowej, po zachodniej stronie Barbakanu naprzeciwko ASP, w rejonie gdzie do 1997 znajdował się pomnik żołnierzy Armii Radzieckiej. 

## Charakterystyka
Przedstawia Jana Matejkę siedzącego w fotelu, umieszczonego w ramie obrazu. Postać wykonana z brązu umieszczona jest na cokole z czerwonego granitu. Na cokole umieszczono wykuty, w białym kolorze napis: Jan Matejko 1838–1893.
Inicjatorem i pomysłodawcą budowy pomnika był profesor Stanisław Pytko z krakowskiej AGH. Decyzję o upamiętnieniu artysty w formie pomnika krakowska rada miasta podjęła w 2008, jednak dopiero po pięciu latach w budżecie miasta znalazły się pieniądze na realizację projektu wyłonionego w konkursie.
Pomnik, którego projekt wykonał profesor krakowskiej ASP Jan Tutaj, został odsłonięty 12 listopada 2013 przez prezydenta Krakowa Jacka Majchrowskiego w przypadającą 175 rocznicę urodzin i 120 rocznicę śmierci artysty. Odlew wykonała firma fiART-Studio.